# Knuthenborg Safaripark
Knuthenborg Safaripark er en dyrepark på godset Knuthenborg umiddelbart sydøst for Bandholm på Lollands nordkyst. Safariparken har flere end 500 dyr fordelt på over 40 dyrearter. De lever frit i parken, der er opdelt efter områder svarende til deres leveområder. Parken er med sine ca. 300.000 (2023) besøgende om året en af de mest besøgte turistattraktioner i Danmark, og den er Nordeuropas største safaripark. Parken ejes og ledes af Christoffer Knuth, der er den nuværende lensgreve af Knuthenborg.
I 2005 blev parken tildelt fire ud af fem mulige stjerner af turistorganisationen Danske Turist Attraktioner.
I 2018 åbnede Dinosaurskoven, som er et 30.000 kvadratmeter stort område, der dækker over et område med udgravninger og udstilling af fossiler og skeletter. Derudover også en stor skov med natur fra dinosaurernes tid, samt over 20 animatroniske dinosaurer. I 2023 åbnede Evolutionsmuseet, som huser ægte skeletter af dinosaurer og forskellige andre fortidsdyr, f.eks. Allosaurus, Archaeopteryx og Dimetrodon. I starten af 2025 kunne museet også fremvise en Stegosaurus for parkens besøgende.
Limpopoland er et legeområde i Knuthenborg Safaripark med Danmarks største[kilde mangler] natur- og vandlegeplads. Her finder man også en familierutsjebane, Kampala Express, og Europas stejleste vandrutsjebane Congo Splash.

## Historie
Parken blev etableret i 1860, hvor der var adgang for betalende gæster. I 1950'erne blev der etableret en dyrepark omkring Svanesøen, med 70 sikahjorte. I 1969 etablerede Adam W. Knuth den egentlige safaripark, da han via en dyrehandler (Gunnar Klausen) fik en lille flok zebraer, tre strudse og nilgaiantiloper.
På grund af deres eksotiske herkomst blev det er en stor attraktion, og fra dyrehandler Franz van den Brink ankom fire afrikanske elefanter som i 1977 flyttedes til Longleat Safari Park i Storbritannien.
I 1980'erne fremkom en vandrehistorie om en giraf i safariparken, som kom til at sidde fast i soltaget på en bil og gav bilen svære skader i forsøget på at komme fri.
Parken modtog fire ud af fem stjerner fra den nu nedlagte turistorganisation Danske Turist Attraktioner i 2007, hvilket svarer til "En helstøbt attraktion af meget høj værdi på nationalt niveau".
I 2010 oplevede parken et fald i antallet af besøgende, men på trods af dette fik man et overskud på 1,2 mio. kr.

### Besøgstal
| År        | 2007    | 2008    | 2009    | 2010    | 2011    | 2012    | 2013    | 2014    | 2015    | 2016    | 2017    |
| Besøgende | 262.085 | 241.217 | 227.754 | 202.000 | 202.000 | 223.000 | 222.000 | 239.000 | 237.000 | 252.000 | 255.000 |

## Dyr
Dyrene er inddelt i forskellige områder, efter de steder, hvor de oprindeligt kommer fra. For nogle dyr, er der oprettet særlige indhegninger med begrænset adgang, mens andre områder kan besøges til fods.

### Abeskoven
Abeskoven indeholder en række forskellige abe- og lemurarter. Området kan nu kun besøges via en særlig bus, der kører igennem området, da dyrene tidligere har ødelagtbilantenner, sidespejle og andre dele på personbiler. Indhegningen indeholder gyldne løvetamariner, kappebavianer, kattalemurer, paryksilkeaber og varier.

### Dyrehaven
Dyrehaven var det område, hvor der i 1950'erne blev udsat en flok sikahjorte. I dag bruges området til nordamerikanske dyrearter, bisoner og elge. Et aflukket område er udskilt som Ulveskoven (se nedenfor).

### Dinosaurskoven
Dinosaurskoven indeholder livagtige, animatroniske dinosaurer, men også dinosaurernes nulevende slægtninge i form af emuer. I emuernes område findes også kænguruer.

### Skovridersletten
Skovridersletten er et stort åbent område, hvor parkens mange vandbøfler, zebukvæg, sikahjorte, aksishjorte og dådyr. Området har også tre træer af arten Abernes Skræk. Området har navn efter en skovriderbolig tegnet af arkitekten Frederik Christian Sibbern i 1867.

### Savannen
Savannen er et "afrikansk" område, der indeholder dyr fra dette kontinent. Heriblandt afrikanske elefanter, zebraer, giraffer, gnuer, antiloper, næsehorn og strudse. Danmarks sidste fire cirkuselefanter Djungla, Jenny, Ramboline og Sarah, blev købt fri af staten, og fik i 2020 et 14 hektar område med stald i parken.

### Tigerskoven
Tigerskoven er et særlig aflukket område, hvor tigerne kan ses fra en gangbro. Indhegningen har træer og vegetation, som minder om den i Taiga, hvor den sibiriske tiger kommer fra. Knuthenborg Safaripark deltager i et internationalt avlssamarbejde, der er med til at bevare tigeren. En pensioneret cirkustiger fra Spanien flyttede ind i 2021.

### Ulveskoven
Ulveskoven er et aflukket område, som man besøger i lukket bil, da der går arktiske ulve rundt. Det er det eneste sted i Danmark, hvor det er muligt at køre i bil gennem et område med ulve. Grænsende op til Ulveskoven findes også en bjælkehytte med en glasvæg direkte ind til de arktiske ulve. Ulvehytten kan man besøge til fods, og evt. ifølge med sin hund.

### Andre dyr
Parken har også yakokser, baktriske kameler, lamaer, shetlandsponyer.